# Ischyromene huttoni
Ischyromene huttoni är en kräftdjursart som först beskrevs av G. Thomson 1879.  Ischyromene huttoni ingår i släktet Ischyromene och familjen klotkräftor.
Artens utbredningsområde är havet kring Nya Zeeland. Inga underarter finns listade i Catalogue of Life.